# Don W. Prideaux
Donald William Prideaux (* 1. September 1903 in Houghton, Michigan, Vereinigte Staaten; † Januar 1991 in Orange, Kalifornien) war ein US-amerikanischer Ingenieur, der 1958/59 eine Oscar-Plakette (Class II) in der Kategorie „Wissenschaft und Entwicklung“ in Empfang nehmen konnte.

## Patent
Im Jahr 1958/59 wurde Prideaux zusammen mit seinem Kollegen Leroy G. Leighton und der Lamp Division of General Electric Co. die Ehre zuteil mit einer Oscar-Plakette ausgezeichnet zu werden. Die Auszeichnung erhielt das Duo für das Design und die Produktion einer verbesserten 10-Kilowatt-Glühlampe zur Beleuchtung von Kinofilmen. Das Design dieser Lampe basierte auf dem Leighton erteilten US-Patent 2.933.632, in dem ein über dem Filament angeordnetes Kollektorsieb (oder optisches  Gitter) verwendet wurde. Durch das nun vorhandene Sieb konnten Wolframatome und Partikel, die über dem Filament konviziert waren, eingefangen werden. Das führte zu einer verbesserten Lichtleistung mit längerer Brenndauer sowie zu einer Verringerung der übermäßigen Erwärmung und Blasenbildung an der Glasoberfläche über dem Filament. Die Lampe hatte zudem eine Bipost-Struktur für die Stromzufuhr. Die Kollektorschirmlampe war sehr groß. Diese allgemeine Verbesserung erhöhte die Fähigkeit, einen Kinofilm über einen viel längeren Zeitraum bei einem nahezu konstanten Lichtpegel aufzunehmen erheblich.

## Auszeichnung
Don W. Prideaux und Leroy G. Leighton wurden 1958/59 mit der Oscar-Plakette für Wissenschaft und Entwicklung (Scientific or Technical Award (Klasse II)) ausgezeichnet „für die Entwicklung und Produktion einer verbesserten 10-Kilowatt-Lampe für die Beleuchtung von Filmkulissen“ („for the development and production of an improved 10 kilowatt lamp for motion picture set lighting“).